# Cahiers de biologie marine
Les Cahiers de biologie marine sont un périodique scientifique publié en France par la Station biologique de Roscoff. Les articles sont rédigés en anglais mais un résumé en français est disponible. Les articles portent sur tous les aspects de la biologie des organismes marins et de l'océanographie biologique.
Ce périodique soumet les articles qu'il reçoit à un comité de lecture anonyme composés d'au moins deux lecteurs.